# Dorcatoma pallicornis
Dorcatoma pallicornis là một loài bọ cánh cứng thuộc chi Dorcatoma trong họ Ptinidae.